# Didymocantha robusta
Didymocantha robusta är en skalbaggsart som beskrevs av Sharp 1882. Didymocantha robusta ingår i släktet Didymocantha och familjen långhorningar. Inga underarter finns listade i Catalogue of Life.